# Kölner Seilbahn

Logo der Kölner Seilbahn

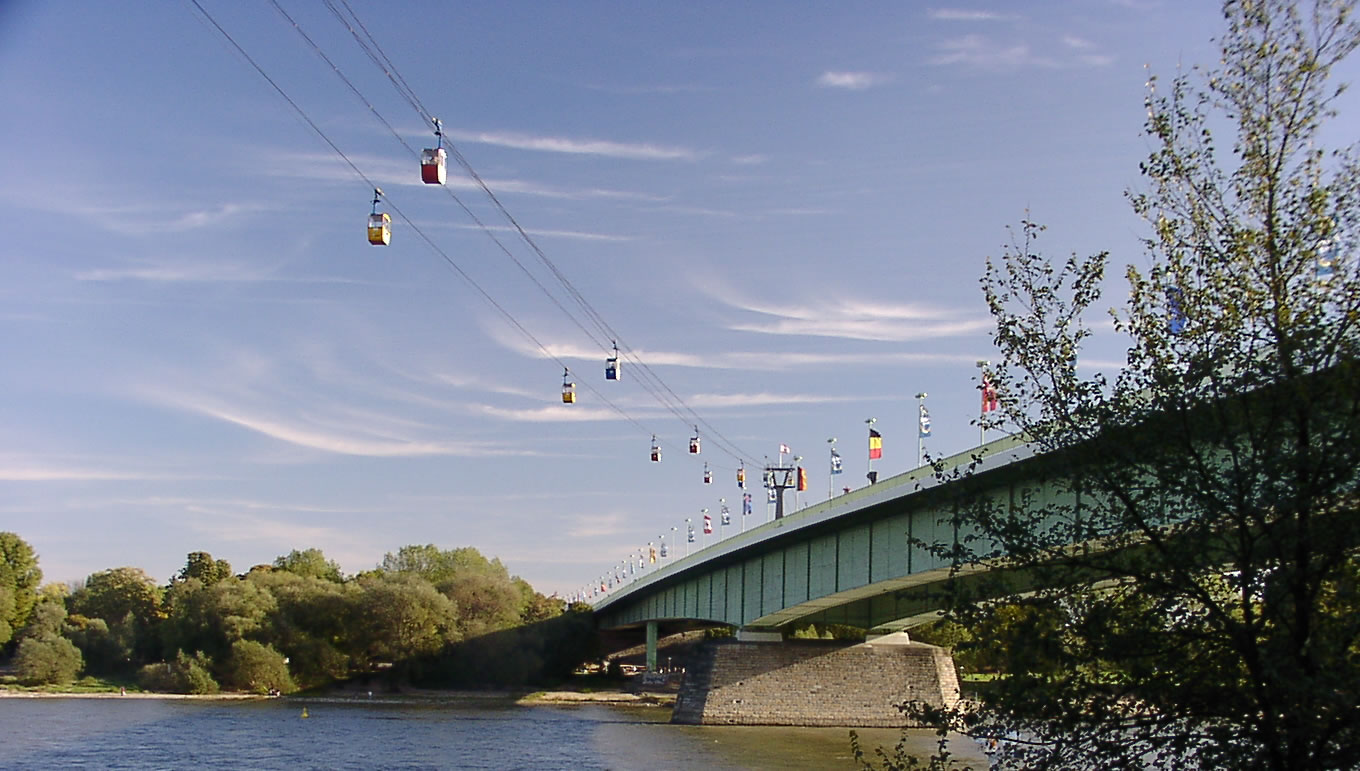
Die Kölner Seilbahn quert die Zoobrücke – vom linksrheinischen Rheinufer nach Osten gesehen

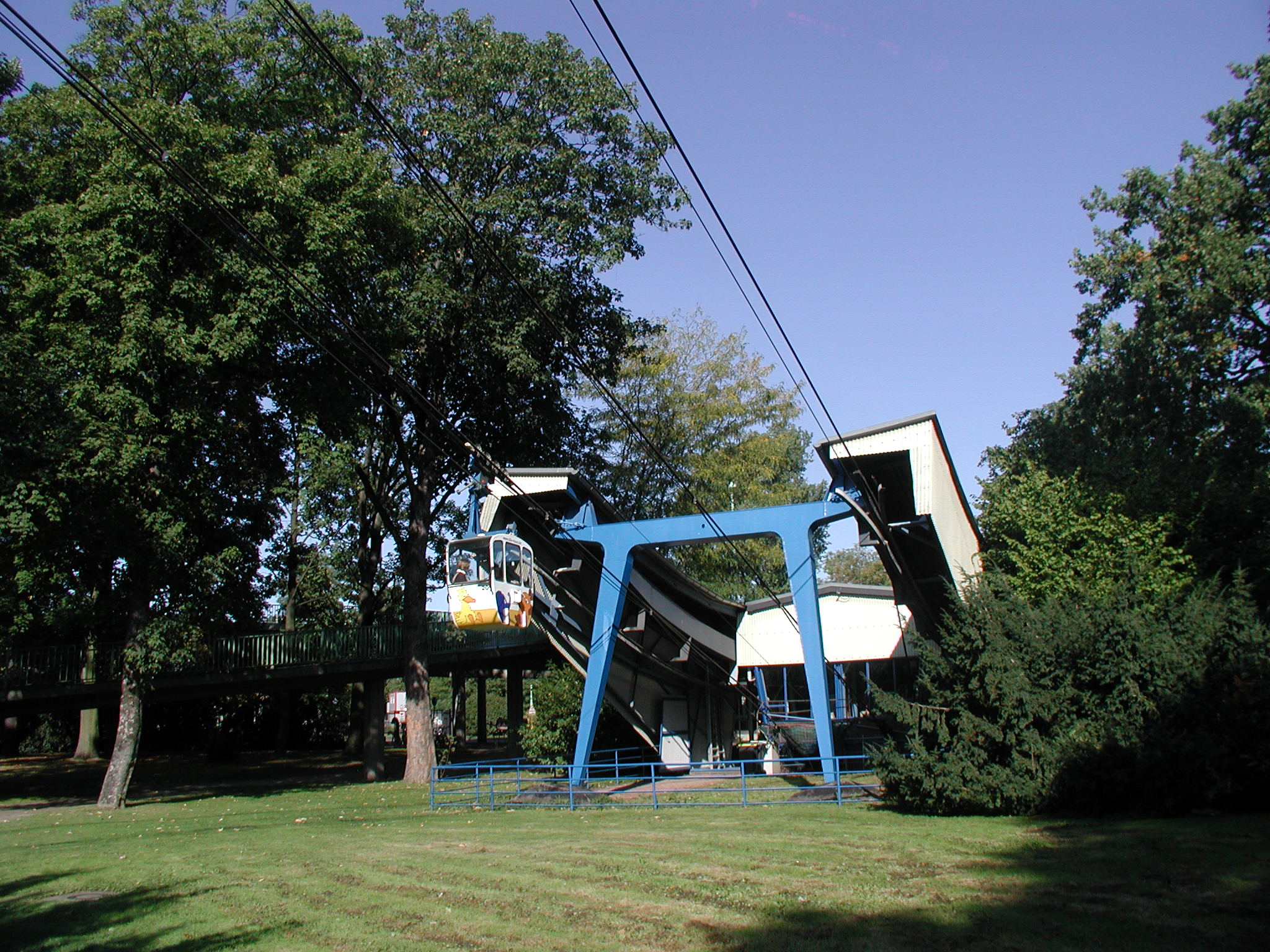
Seilbahnstation Riehl (linksrheinisch)

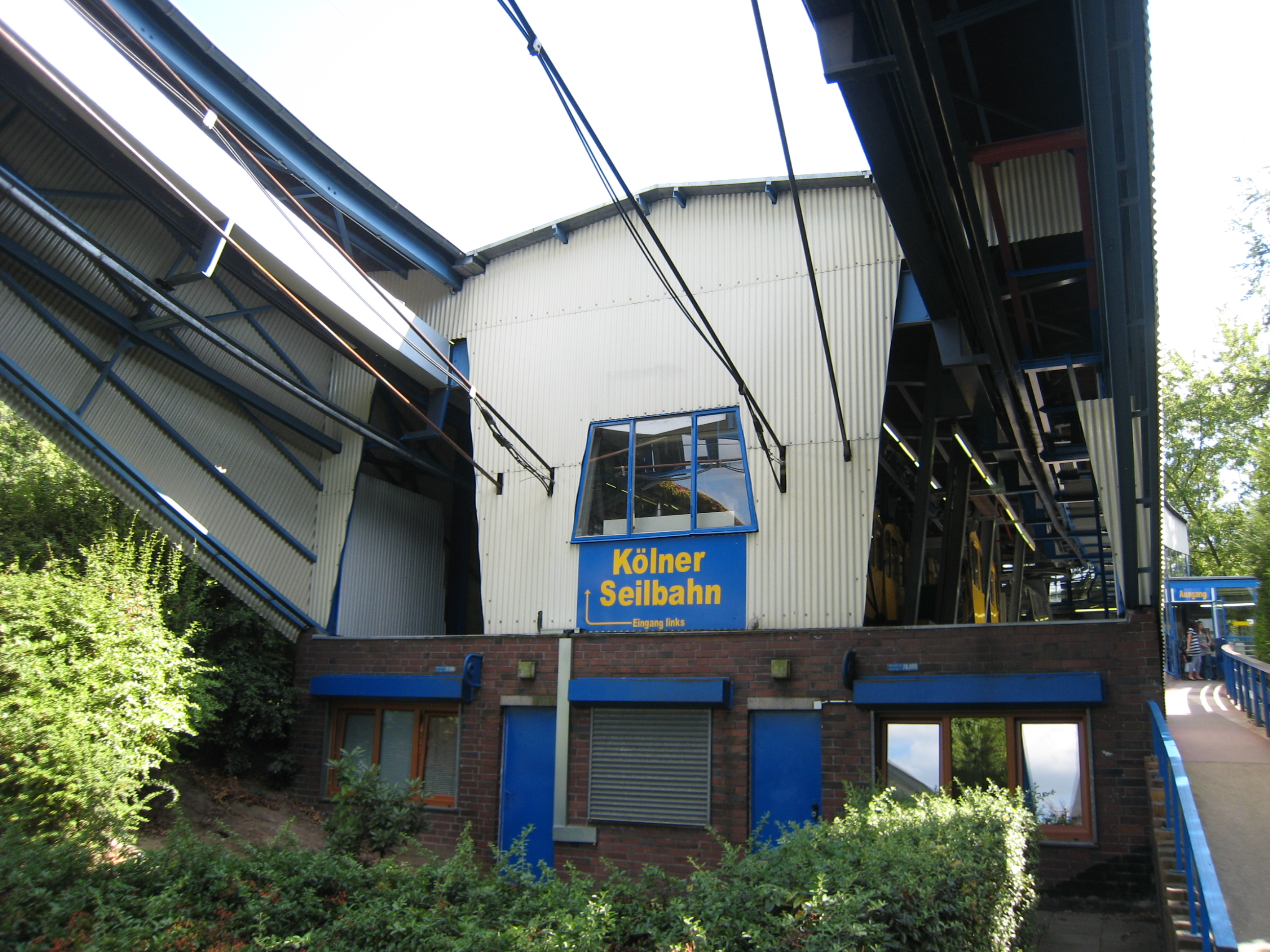
Seilbahnstation Deutz (rechtsrheinisch)

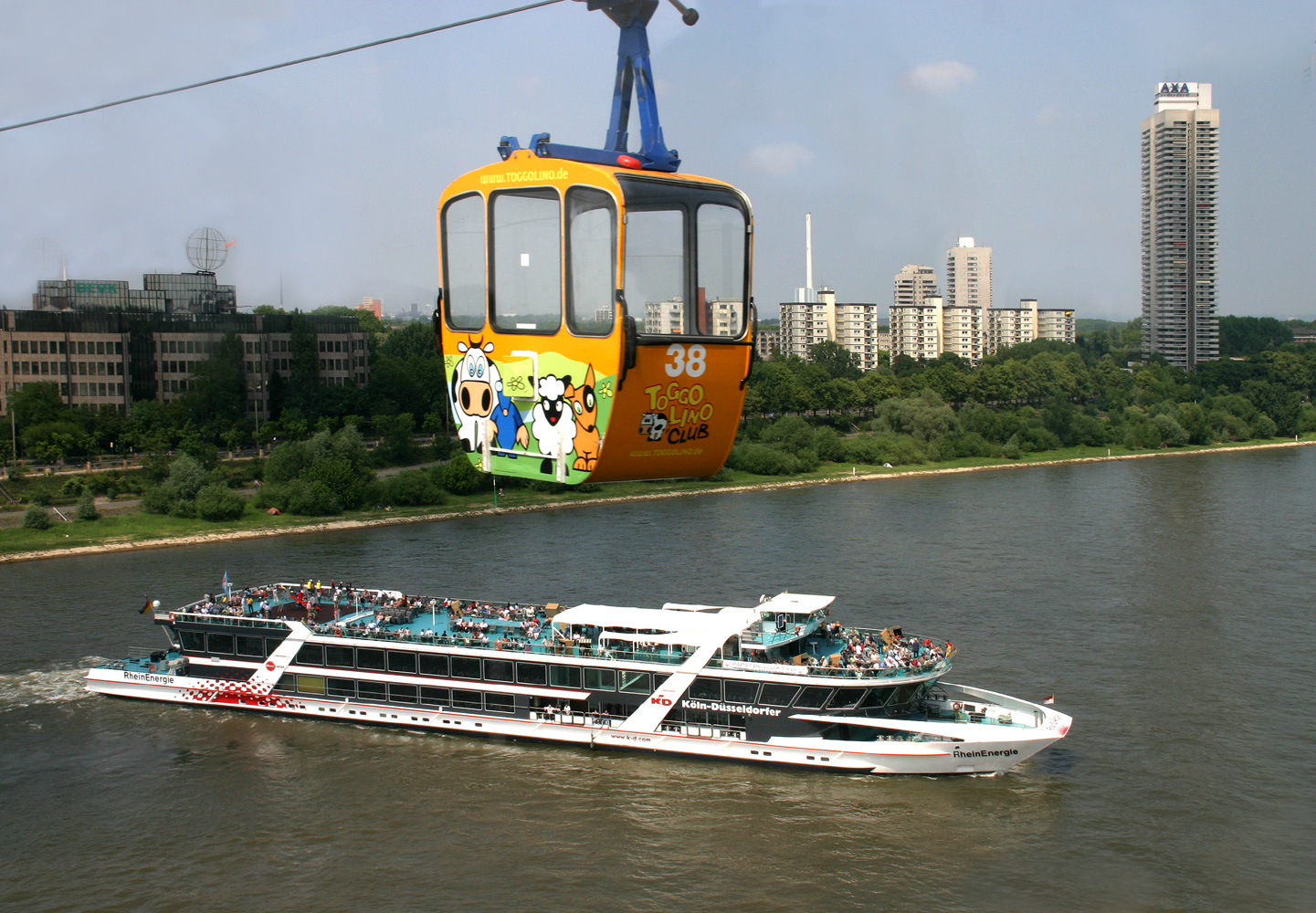
Seilbahn-Gondel während der Fahrt. Am Rheinufer das Colonia-Hochhaus

Die Kölner Seilbahn (früher Rheinseilbahn) ist eine den Rhein überquerende, 935 Meter lange Seilbahn in Köln. Sie wurde zur Bundesgartenschau 1957 errichtet und verbindet in Höhe der Zoobrücke die beiden Ufer des Flusses in Riehl und Deutz. Betreiber ist die Kölner Seilbahn-Gesellschaft mbH, seit 1998 eine Tochter der Kölner Verkehrs-Betriebe (KVB). Die Seilbahn hat bisher über 20 Millionen Fahrgäste befördert. Neben der überwiegend touristisch genutzten Seilbahn wird der Bau eines 33 Kilometer langen Seilbahn-Systems als Ergänzung des Nahverkehrs in Köln (ÖPNV) diskutiert.

## Geschichte
Die ehemalige Zollstocker Firma Julius Pohlig war ein seit 1894 existierendes Unternehmen für hochqualifizierte Fördertechniken jeglicher Anwendung. Im Vorfeld der Planungen zur Bundesgartenschau 1957 erhielt die Firma nach einem Ratsbeschluss vom 21. Juli 1955 den Auftrag, den Rheinpark in seinem nördlichen Bereich mit den linksrheinisch gelegenen Anlagen des Kölner Zoos und der Flora im gegenüberliegenden Stadtteil Riehl mittels einer Seilbahn zu verbinden. Zunächst mussten noch Bedenken des Kölner Regierungspräsidenten ausgeräumt werden, bis im Februar 1956 mit dem Bau begonnen werden konnte. Die Technik der geplanten Seilbahn stammt fast komplett aus Köln. Die bis zu 35 Tonnen schweren Pendelstützen kamen von Pohlig AG aus Zollstock, die Stationen plante ein städtischer Architekt und die Seile lieferte Felten & Guilleaume aus dem Mülheimer Werk.
Die Kölner Seilbahn kostete 1,1 Millionen DM und wurde am 17. April 1957 durch den Kölner Oberbürgermeister Theo Burauen und den Zoodirektor Wilhelm Windecker rechtzeitig für die am 26. April 1957 eröffnete Bundesgartenschau in Betrieb genommen. Sie verband das Ausstellungsgelände, den Rheinpark, mit dem linksrheinischen Ufer in der Nähe des Zoos und der Flora. Zu den ersten Fahrgästen gehörten Bundespräsident Theodor Heuss und der Bundeskanzler und ehemalige Kölner Oberbürgermeister Konrad Adenauer. Schon während der Ausstellung transportierte die Seilbahn 1,35 Millionen Gäste, 2400 Personen in der Stunde waren Weltrekord; Hin- und Rückfahrt kosteten 1,70 DM.
Am 3. September 1963 stellte die Rheinseilbahn wegen des Baus der Zoobrücke den Betrieb ein und wurde demontiert, weil die rechtsrheinische Stütze der neuen Zoobrücke im Weg stand. Zunächst war es fraglich, ob die Seilbahn je wieder errichtet werden sollte. Es gab Diskussionen, ob Autofahrer durch die Seilbahn über der Brücke irritiert würden. Durch den Ratsbeschluss vom 23. Juli 1964 erfolgte schließlich eine Wiederinbetriebnahme, der eine verändertere Trassenführung vorsah. Der linksrheinische Pylon wurde leicht gedreht, die rechtsrheinische Stütze nach Süden versetzt und die Strecke durch eine neue kleinere Stütze zu einer tiefer im Rheinpark liegenden Station verlängert. Die Zwangspause dauerte mehr als zwei Jahre, bis auf einem Trümmerberg die neue Station in Betrieb genommen werden konnte. Die Seilbahn ist seitdem 250 Meter länger als bei ihrer ursprünglichen Planung. Dabei überquert die Seilbahn heute das später im Rheinpark gebaute Thermalbad „Claudius Therme“. Am 22. August 1966 konnte die Seilbahn nach einer Verlängerung der Seile auf 935 Meter wieder dem Verkehr übergeben werden. Die neue Zoobrücke wurde am 22. November 1966 eröffnet.
Seit 1998 gehört die Bahn zum Konzern der Kölner Verkehrs-Betriebe AG, und seit 2008 gibt es die Möglichkeit, in einer goldenen Hochzeitsgondel standesamtlich zu heiraten. 2010 gestaltete der Kölner Sänger und Maler Wolfgang Niedecken drei Gondeln.

### Zwischenfall 2014

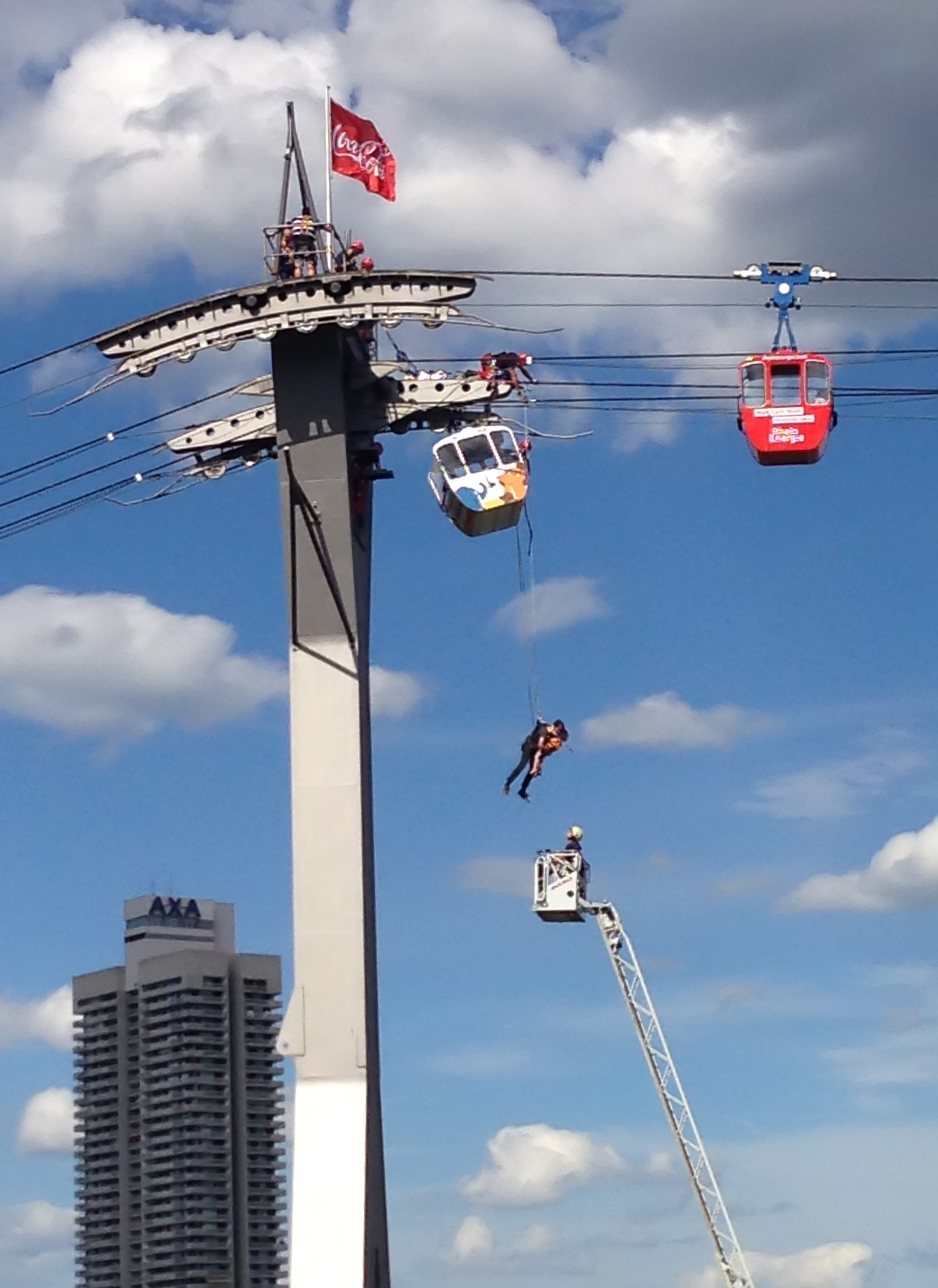
Rettung der Fahrgäste aus der havarierten Gondel (2017)

Am Nachmittag des 21. Oktober 2014, während des Durchzugs von Sturmtief „Gonzalo“, blockierte die Seilbahn, nachdem eine Kabine aus einem Seil gesprungen war. Es wurden sechs Personen, darunter ein Kleinkind und ein Säugling, in zwei der Gondeln eingeschlossen. Höhenretter  der Kölner Feuerwehr evakuierten bis zum späten Abend alle Passagiere durch Abseilen aus den betroffenen Gondeln. Dabei musste eine vierköpfige Familie nach Einbruch der Dunkelheit aus einer in 40 Meter Höhe über dem Rhein schwebenden Kabine auf ein Feuerlöschboot abgeseilt werden. Als Ursache wurde die Bauform von Führungsblechen ausgemacht, die für die „Einweisung“ der Kabinen in die Führungsschienen der Stützpfeiler zuständig sind. Bei starkem Wind können sie sich bei Schräglage der Kabine zwischen Zugseil und Führungsschiene klemmen. Als Sofortmaßnahme wurden die Betriebsabläufe bei starkem Wind verändert, später sollen die problematischen Bauteile durch windfestere Modelle ersetzt werden.

### Zwischenfall 2017
Am Nachmittag des 30. Juli 2017 hatte sich ein Seil, das sich zwischen den Fahrdrähten der Seilbahn befindet, aus ungeklärten Gründen um eine Gondel gewickelt, wodurch die Seilbahn an einem Pylon zum Stillstand kam. Im Anschluss mussten 65 Personen aus 32 Gondeln von der Feuerwehr gerettet werden, da die Bahn nicht mehr in Gang gesetzt werden konnte. Es wurden dabei auch Personen auf im Fluss stehende Motorboote abgeseilt. Auch Höhenretter aus Düsseldorf und Aachen waren am Einsatz beteiligt. Die Rettung der Insassen war vor Einbruch der Dunkelheit abgeschlossen. Im August wurde bekannt, dass die Staatsanwaltschaft im Zusammenhang mit dem Zwischenfall gegen zwei Mitarbeiter der Betreibergesellschaft ermittelt, da ein Anfangsverdacht der fahrlässigen Körperverletzung bestehe. Wegen des Zwischenfalls erfolgten umfangreiche technische Änderungen, die rund 1,2 Millionen Euro kosteten. Im März 2019 wurde die Seilbahn wieder in Betrieb genommen.

## Technische Daten
| Koordinaten                             |                                 |
| Seilbahnstation Riehl (linksrheinisch)  | 50° 57′ 26″ N, 6° 58′ 25″ O     |
| Stütze linksrheinisch (36,4 m)          | 50° 57′ 22,5″ N, 6° 58′ 28,1″ O |
| Stütze rechtsrheinisch (50,3 m)         | 50° 57′ 16,4″ N, 6° 58′ 31,4″ O |
| Stütze rechtsrheinisch (34,0 m)         | 50° 57′ 3,4″ N, 6° 58′ 46,8″ O  |
| Seilbahnstation Deutz (rechtsrheinisch) | 50° 57′ 0″ N, 6° 58′ 50″ O      |

Die Kölner Seilbahn verkehrt von März bis November. Es handelt sich um eine Gondelbahn oder genauer um eine Zweiseilumlaufbahn. Die 41 Kabinen für 4 Personen können bis zu 1.600 Personen pro Stunde befördern.
- Fahrstrecke: 935 Meter
- Fahrzeit: 6 Minuten (bei ca. 10 km/h)
- Fahrtrichtung: Rechtsfahrt
- Größte Bahnneigung: 40 %
- Durchmesser und Tragkraft der Seile:
  - Tragseil: 45 Millimeter, 230.280 kg
  - Zugseil: 22 Millimeter, 30.000 kg

## Jährliche Besucherzahlen
- 2006: 275.000 Besucher
- 2007: 360.000 Besucher
- 2008: 326.900 Besucher
- 2009: 340.900 Besucher
- 2010: 369.000 Besucher
- 2011: 428.000 Besucher
- 2012: 525.000 Besucher